# 覃美金
梅覃美金（1924年3月10日—），綽號「梅媽」，香港已故藝人梅爱芳及梅艷芳的母親。梅媽是廣西合浦人氏，出生年份一說為1923年，一說為1924年。

## 梅艷芳遺產案
覃美金本來跟長子梅啟明關係要好，自二子梅德明、三女梅愛芳、四女歌后梅艷芳先後死於癌症後，覃一直依靠其遺產所提供的生活費過活，為取得所有遺產，她聯同梅啟明多次提出法律訴訟。由於梅艷芳為免其母覃美金胡亂花費，因此於生前委託滙豐信託成立信託基金以管理其遺產，每月提供七萬元生活費給其母，另外資助其二哥及姐姐的四名年幼兒女讀書至大學畢業及把兩個物業贈予好友劉培基。他日覃美金死後，剩餘遺產會捐贈給妙境佛學會。官司糾纏數年後，最終終審法院於2011年5月9日裁定覃敗訴，她跟梅啟明亦先後因拖欠訟費而於2012年被頒令破產，破產期2016年完結。由於覃美金不斷挑戰梅艷芳的遺囑，梅艷芳遺下的信託基金內資金幾近被掏空，於是信託基金分別在2013及2015年拍賣梅艷芳所有遺物及物業，包括梅艷芳生前所有獎項，甚至連遺物中的「未拆牌泳衣套裝」也拿出來拍賣，事件引起公憤，演藝圈內更群情激憤，於是梅艷芳生前好友、梅艷芳國際歌迷會等聯手回購所有獎項，甚至以最高成交價155萬港元投得極具價值的新秀冠軍獎座，梅艷芳的遺下的文化傳承才不致湮沒。
2024年10月14日，覃因未知原因被律政司入稟高院申請破產，案件將於12月17日下午2時半開庭。聆案官庭上指，案件的被告人與債權人及破產管理署長三方面同意之下，將案件撤回。

## 跟兒子正式脫離母子關係事件
2021年電影《梅艷芳》上映，梅啟明聲稱擁有梅艶芳商標權利。2021年12月2日入稟高等法院控吿安樂影片侵權，要求賠償。2021年12月5日安樂電影發言人吿訴傳媒，已交給公司的法律圑隊跟進，不過兩天之後，覃即發表聲明力證事件與她無關，還對梅啟明發出最後通牒，如果不撤回訴訟，便跟梅啟明一刀兩斷，並直斥他財迷心竅，拒絕提供經濟援助，更疑大受打擊入院。2022年2月14日，覃登報跟兒子正式脫離母子關係，更表示因梅啟明負債而令自己走投無路要斷絕關係。梅啟明亦替自己平反，回應自己並非貪財，更表示每月梅媽每月25萬生活費中，他只分得2萬，顯然入不敷支，更指出以梅媽的精神狀態，可能是受人唆擺。